# Wongsathon Tamoputasiri
Wongsathon Tamoputasiri (thailändisch วงศธร ตโมพุทศิริ; * 1. Februar 2006 in Lop Buri) ist ein thailändischer Fußballspieler.

## Karriere
Wongsathon Tamoputasiri erlernte das Fußballspielen in der Jugend vom Samut Prakan FC, Bang Sao Thong und dem Hua Hin Maraleina FC. Vom  Sommer 2023 bis Ende Januar 2024 spielte er beim Drittligisten Hua Hin Maraleina FC. Mit dem Verein aus Hua Hin spielte er dreimal in der Western Region der Liga. Am 26. Januar 2024 unterschrieb er in Ratchaburi einen Vertrag beim Erstligisten Ratchaburi FC. Sein Erstligadebüt gab Tamoputasiri am 26. Mai 2024 (30. Spieltag) im Heimspiel gegen den PT Prachuap FC. Bei dem 3:0-Erfolg wurde er in der 83. Minute für den Spanier Tyronne eingewechselt. Nach einem Ligaspiel wechselte er im August 2024 zum Zweitligisten Suphanburi FC. Am Ende der Saison 2024/25 musste er mit Suphanburi in die dritte Liga absteigen.